# Europski jež
Zapadnoeuropski jež ili europski jež, tamnoprsi jež (lat. Erinaceus europaeus) vrsta je ježa koja se može naći u zapadnoj Europi i na Skandinavskom poluotoku. To je česta vrsta, koja može preživjeti u različitim staništima.

## Izgled
Europski jež je sisavac srednje veličine. Nešto je veći od vrsta ježeva, koje nastanjuju tropske i suptropske oblasti. Njegova duljina varira od 20 do 30 cm. Masa odrasle jedinke je uglavnom oko 400 g nakon zimskog sna do 1200 g pred zimski san. Najteži zabilježeni primjerak u divljini težio je skoro 2000 g. Tijelo europskog ježa prekriveno je s i do 6000 bodlji.

## Stanište
Europski jež može se naći u šumama i na livadama kao i na prijelazu između ova dva staništa. Sve češće se događa, da ježevi nastanjuju parkove i vrtove.

## Prehrana
Europski jež je kukcojed. To znači da jede: crve, puževe golaće, gusjenice i druge kukce. On se također hrani i manjim zmijama, žabama, ribama, malim pticama i njihovim jajima. Ponekad svoju prehranu obogaćuje voćem i gljivama.

## Razmnožavanje
Sezona parenja počinje nakon zimskog sna. Ženke su skotne od 31 do 35 dana nakon čega na svijet donose od 4 do 6 mladunaca.